# 朋友一個
《朋友一個》，香港歌手羅文的音樂專輯，由蘇孝良監製，於1987年推出。

## 概要
專輯邀請八位香港創作人如王正宇、周啟生、盧冠廷、陳百強等負責作曲，當中幾位歌手與羅文分屬不同的唱片公司。以「愛」為主題，慢歌較多。另外，羅文表示他這次錄音時特地不看樂譜，認為這樣會有更大的發揮空間。

## 特徵和評價
〈朋友一個〉以降B大調寫成，4/4節拍，BPM為88。被指少數主題為友情的粵語流行歌曲。樂評人劉存孝評為「有點平凡的主打歌」但耐品。新加坡《聯合晚報》的專輯介紹目作者鄧宇杰以「札實」來形容。詞評人朱耀偉則批評歌詞只是唐書琛愛情詞的變奏，寫法平凡和空洞。〈朋友一個〉曾登上香港電台中文歌曲龍虎榜一周冠軍，以及擠身1987年勁歌金曲第一季季選。
另一主打曲〈乜都拗〉原是《幾許風雨》時期的無線大型綜藝節目的表演專用歌；並由樂界新人倫永亮譜寫，他本是為自己首張專輯而創作，獲羅文邀歌時覺得適合，便交出此曲。倫永亮自評旋律反傳統，結構簡單，主歌圍繞著數個音階，而副歌則只是把音域提高了八度，樂曲亦獲形容「句式短而工整」。林振強按歌曲監製的指示填上「無厘頭」的歌詞，運用粵語口語，結合流行語和書面語，描寫一對戀人事事愛說反調的心態，被指富喜劇效果，並與其舊作《荳蔻戰》（林珊珊1985年推出的歌）相似。表演方面，許愿和組合豹小子（甘子暉和Marco）分別負責編舞和伴舞，動作獨特；但《東方日報》指出〈乜都拗〉音樂錄影帶的舞步和造型有模仿大衛寶兒的《Blue Jean》之嫌。此曲曾獲無線電視藝人盧海鵬以惡搞的形式表演，歌詞也被佚名者改編為《乜都咬》。2013年，宜家家居的廣告引用此曲及其舞步，引起關注。
《聯合晚報》的鄧宇杰認為整張專輯歌曲質素平均，曲風亦較以往成熟。

## 美術
陳幼堅負責封套設計，封面印有歌曲創作人的漫畫肖像，由名電影海報設計阮大勇所繪。陳幼堅形容封面上的羅文「像靜思一樣，緬懷跟朋友的關係」。

## 曲目
| 曲序     | 曲目       |          | 作曲     | 编曲     | 时长  |
| -------- | ---------- | -------- | -------- | -------- | ----- |
| 1.       | 朋友一個   | 唐書琛   | 盧冠廷   | 姚志漢   | 3:28  |
| 2.       | 曾擁有     | 小美     | 王正宇   | 鮑比達   | 4:12  |
| 3.       | 乜都拗     | 林振強   | 倫永亮   | 倫永亮   | 3:42  |
| 4.       | 慣性的愛   | 卡龍     | 盧冠廷   | 姚志漢   | 2:39  |
| 5.       | 浪人       | 向雪懷   | 蔡國權   | 羅迪     | 3:25  |
| 6.       | 心扣心     | 小美     | 鍾鎮濤   | 趙文海   | 3:18  |
| 7.       | 步入深秋   | 湯正川   | 周啟生   | 周啟生   | 4:18  |
| 8.       | 愛不問為何 | 鄭國江   | 陳百強   | 鮑比達   | 4:01  |
| 9.       | 小紅鞋     | 區新明   | 區新明   | 趙文海   | 4:10  |
| 10.      | 笑話       | 潘源良   | 倫永亮   | 倫永亮   | 3:48  |
| 11.      | 第三季     | 區新明   | 區新明   | 鮑比達   | 3:48  |
| 总时长： | 总时长：   | 总时长： | 总时长： | 总时长： | 40:49 |

## 其他版本
1988年，台灣滾石唱片發行國語專輯《朋友一個》，製作概念有所改變，歌曲除了專輯同名曲，皆選自羅文的專輯《紋身的獵人》和《幾許風雨》，並加上兩首由製作人梁弘志作曲的歌曲。